# Objeto lícito
El objeto lícito es un elemento esencial común y requisito de validez del acto jurídico, y consiste en que el contenido de todo negocio jurídico debe ajustarse a la ley.
El principal elemento de estudio del objeto lícito es su par opuesto: el objeto ilícito. 

## Origen
En general, los romanos no conocieron la Teoría del Acto Jurídico. Se trata de una obra que tiene su origen en la pandectística alemana del siglo XIX.

## Regulación por países
El objeto ilícito se encuentra regulado de manera positiva en los siguientes ordenamientos jurídicos:
| Regulación del objeto ilícito | Regulación del objeto ilícito | Regulación del objeto ilícito |
| País                          | Norma                         | Código                        |
| ----------------------------- | ----------------------------- | ----------------------------- |
| Argentina                     | Artículo 279                  | Código Civil y Comercial      |
| Austria                       | Artículo 879                  | Código Civil austríaco        |
| Brasil                        | Artículo 104                  | Código Civil brasileño        |
| Chile                         | Artículo 1462                 | Código Civil chileno          |
| Colombia                      | Artículo 1519                 | Código Civil colombiano       |
| Ecuador                       | Artículo 1478                 | Código Civil ecuatoriano      |
| El Salvador                   | Artículo 1333                 | Código Civil salvadoreño      |
| España                        | Artículo 7                    | Código Civil español          |
| Guatemala                     | Artículo 1251                 | Código Civil guatemalteco     |
| Honduras                      | Artículo 1565                 | Código Civil hondureño        |
| Nicaragua                     | Artículo 2473                 | Código Civil nicaragüense     |
| Panamá                        | Artículo 1122                 | Código Civil panameño         |
| Paraguay                      | Artículo 299                  | Código Civil paraguayo        |
| Perú                          | Artículo 1403                 | Código Civil peruano          |
| Portugal                      | Artículo 281                  | Código Civil portugués        |
| Rumania                       | Artículo 1225                 | Código Civil rumano           |
| Uruguay                       | Artículo 1284                 | Código Civil uruguayo         |
| Venezuela                     | Artículo 1155                 | Código Civil venezolano       |